# Pandemia de COVID-19 en Islandia
La pandemia de COVID-19 en Islandia es parte de la pandemia mundial de la enfermedad por coronavirus 2019 (COVID-19) causada por el coronavirus 2 del síndrome respiratorio agudo severo (SARS-CoV-2). Se confirmó que el virus había llegado a Islandia en febrero de 2020. Hasta el 19 de junio de 2020, el número total de casos registrados era de 1.822, de los cuales 1.805 se habían recuperado. Hasta el 8 de octubre de 2020, se habían registrado 3267 personas confirmadas de coronavirus, lo que representa una tasa de 897,2 contagios por cada cien mil habitantes. Se han registrado 10 fallecimientos. La tasa de letalidad (fallecidos respecto a confirmados) es del 0,31%.

## Antecedentes
El 12 de enero de 2020, la Organización Mundial de la Salud (OMS) confirmó que un nuevo coronavirus era la causa de una enfermedad respiratoria en un grupo de personas en la ciudad de Wuhan, provincia de Hubei, China, que se informó a la OMS el 31 de diciembre de 2019.
El índice de letalidad para COVID-19 ha sido mucho más bajo que el SARS de 2003, pero la transmisión ha sido significativamente mayor, con un número total de muertes significativas.

## Casos importados
| Órigen de infectados de COVID-19 en Islandia | Órigen de infectados de COVID-19 en Islandia | Órigen de infectados de COVID-19 en Islandia |
| -------------------------------------------- | -------------------------------------------- | -------------------------------------------- |
| Importados                                   | Italia                                       | 42                                           |
| Importados                                   | Austria                                      | 39                                           |
| Importados                                   | Suiza                                        | 9                                            |
| Importados                                   | Estados Unidos                               | 6                                            |
| Importados                                   | Reino Unido                                  | 2                                            |
| Importados                                   | Dinamarca                                    | 1                                            |
| Importados                                   | Asia sin especificar                         | 1                                            |
| Importados                                   | Otros                                        | 247                                          |
| Importados                                   | Total de importados                          | 347                                          |
| Communal                                     | Communal                                     | 1,464                                        |
| Indetermiado                                 | Indetermiado                                 | 11                                           |
| Total                                        | Total                                        | 1,822                                        |